# أبطال ليوكو
أبطال ليوكو (بالفرنسية: code lyoko:كود ليوكو:شفرة ليوكو)‏ هو مسلسل كرتون فرنسي تاليف توماس روماين وتانيا بالمبو، يتمحور المسلسل على مجموعة من خمسة مراهقين ينتقلون إلى عالم ليوكو الافتراضي ليحاربوا برنامج ذكاء اصطناعي شرير اسمه زانا (بالفرنسية: X.A.N.A)‏ الذي يشكل خطرا على الأرض، المسلسل يحوي رسوم تقليدية ثنائية الابعاد على الأرض وصور منشأة بالحاسوب على ليوكو.
المسلسل اولا بدا عرض الحلقات السبع والتسعين الابتدائية في الثالث من ايلول عام 2003، على قناة فرنسا 3، وانتهى عرضه في العاشر من تشرين الثاني عام 2007. في الولايات المتحدة، بدا عرض المسلسل في التاسع عشر من نيسان عام 2004، على ترنر وقناة كرتون نتورك التابعة لتايم ورنر، في الوطن العربي عرض على قناةإم ‌بي ‌سي 3 التابعة لشبكة إم بي سي.ويعود المسلسل بموسم خامس باحداث واقعية، ابطال ليوكو المتطورون (بالفرنسية:  Code Lyoko Évolution:كود ليوكو المتطور:شفرة ليوكو المتطورة)‏، الذي بدأ في وقت متاخر من عام 2012، مبدلا الرسوم التقليدية ثنائية الأبعاد بأحداث واقعية على الأرض مع بقاء الرسوم ثلاثية الابعاد على ليوكو،

## قصة المسلسل
جيريمي بيلبوا طفل ذكي يرتاد مدرسة كاديك الخيالية، في يوم ما يكتشف حاسوب فائق في مصنع مهجور قريب من مدرسته، وعند تشغيله يكتشف عالما افتراضيا تنام فيه أيليتا، فتاة صغيرة عالقة في ليوكو، وبعد أحداث غير اعتيادية في المدرسة يكتشف جيريمي زانا،نظام متعدد الوكلاء حاقد وذكاء اصطناعي يعمل على الحاسوب وهدفه السيطرة على العالم، ويصبح هدف جيريمي تحرير أيليتا وإيقاف زانا، بمساعدة أصدقائه وزملائه في المدرسة، أود وأولرك ويومي وأيليتا، يذهبون إلى ليوكو أملين إنقاذ العالم.

## خلفية المسلسل

### الأصل
أبطال ليوكو أصله من الفلم القصير Les enfants font leur cinéma(الأطفال ينشؤون افلامهم)، إخراج توماس رومين وانتاج مجموعة من الطلاب من مدرسة باريسية للفنون المرئية هي مدرسة كوبلن سكول اوف امج..عمل رومين مع تانيا بالمبو وستانسلاس برونت وجيرومي كوتري ليصنعوا الفلم، الذي عرض في مهرجان انسي السنمائي الدولي للرسوم المتحركة 2000. شركة الرسوم المتحركة الفرنسية انتي فلمز (بالفرنسية: antefilms)‏ عرضت على رومين وبالمبو عقدا نتيجة الفلم، مما ادى إلى إنشاء العرض التجريبي اولاد المراب (بالفرنسية: Garage Kids:جاراج كدز)‏
اولاد المراب اصدر في عام 2001.كان من تاليف بالامبو ورومين وكارلو ديبوتيني ووسع من قبل اني ديجالارد.منتجوه كانوا ايرك كارنت، نيكولاس اتلان، بينويت دي سابتينو، وكرستوف دي ساباتينو، إنتاج شركة انتي فلمز.
مثل البرنامج الناجح ابطال ليوكو، كان مقررا ان يحتوي اولاد المراب على 26 حلقة تدور على حياة اربع طلاب مدرسة سكنية يكتشفون عالم افتراضي اسمه زانادو (بالفرنسية: Xanadu)‏، صنعته مجموعة من الباحثين ترأسها شخصية تعرف بال«بروفسور».وكان العرض التجريبي أيضا برسوم تقليدية ثنائية الابعاد على الأرض وصور منشأة بالحاسوب على زانادو.
تطور اولاد المرأب إلى ابطال ليوكو، الذي بدأ بثه عام 2003, وغير اسم العالم الافتراضي من زانادو إلى ليوكو.ولكن رومين ترك المسلسل ليعمل على مسلسل الانمي الياباني اوبان ستار ريسز.
المصنع والمدرسة السكنية مأخوذة من مواقع حقيقية في فرنسا، المصنع مأخوذ من مصنع رينو في بولوني بيلانكور، ولكنه هدم. المدرسة، أكاديمية كادك، مأخوذة من مدرسة ليسي لاكانال.

### مرتقب
يعود ابطال ليوكو بحلة جديدة باحداث واقعية بموسم خامس اسمه ابطال ليوكو ايفولوشن مستلهم من البرنامج الأصلي وتكملة للقصة

## الشخصيات

### الشخصيات الرئيسية
- جيريمي بلبوا (بالفرنسية: Jérémie belpois)‏ :(الصوت الفرنسي: رافاييل برونياو، الدبلجة الإنكليزية: شارون مان، الدبلجة العربية: رانية مروة) الملقب باينشتاين، هو طالب متفوق يكتشف ويشغل الحاسوب الفائق الموجود في المصنع أثناء بحثه عن قطع لبناء الي.دوره كفرد في المجموعة برمجة طرق جديدة لهزم زانا ومراقبة المجموعة أثناء كونهم على ليوكو، لانه لا يحب الحركة كثيرا ويفضل الحاسوب، جرمي نادرا ما يذهب إلى ليوكو، ويصل إلى المصنع بالسكوتر.
- أولرك سترن (بالفرنسية: Ulrch Stern)‏:)الصوت الفرنسي: ماري لاينوندروج، الدبلجة الإنكليزية: باربرا ويبرسكاف، الدبلجة العربية)

طالب ضعيف في الدراسة يتوقع منه اهله اظهار ما يمكنه.في وقت فراغه يتمرن على البنشاك سيلات مع يومي، قبل اكتشاف ليوكو كان صديقا لسيسي، فكان عليه غالبا اما التعامل معها أو استغلالها عند اضطرار المجموعة إلى التعامل مع زانا أو مشاكلهم الخاصة.على ليوكو، يرتدي بذلة سوداء وصفراء.قدراته على ليوكو تشمل التضاعف الثلاثي، الذي يسمح له بصنع نسختين تضليليتين منه، والركض الخارق الذي يسمح له بالركض بسرعة عالية جدا.سلاحه الرئيسي هو سيف مفرد، ويحصل على سيف توأم في الموسم الرابع.هو ثاني اقل شخص من ناحية المعرفة باستخدام الحاسوب الخارق، يصل إلى المصنع بلوح تزلج.
- يومي ايشياما (بالفرنسية: Yumi Ishiyama)‏:(الصوت الفرنسي: جيرالدين فربيات، الدبلجة الإنكليزية: مايرابل كركلاند، الدبلجة العربية)

طالبة تعيش قرب أكاديمية كادك وترتادها، هي من اصل ياباني غالبا ما يظنون انها صينية، ولها أخ اصغر اسمه هيروكي.بسبب عائلتها وثقافتها يجب أن تحصل على درجات عالية وتحترم القيم العائلية.في البيت، تتعامل عادة مع المشاكل الزوجية بين والديها، في الموسم الثاني ينتقل طالب اسمه وليام دنبار إلى كادك من عمرها ويصبحان أصدقاء.هي تتمرن على البنشاك سيلات مع اولرك.دائما ترتدي السواد وزيها على ليوكو اسود مع ربطة عنق كبيرة.قدرتها تحريك عقلي، وسلاحها مروحتان يابانيتان يعملان كالقوس المرتد.وهي أكثر من يعرف الحاسوب الخارق بعد جيريمي قبل تحرير ايليتا، تصل إلى المصنع بلوح تزلج.
- أود ديلا روبيا (بالفرنسية: Odd Della Robia)‏ :(الصوت الفرنسي: رافاييل برونياو، الدبلجة الإنكليزية: ماثيو غيكسي)الفتى المرح في المجموعة، اود هو اقلهم ذكاء، عدا عندما يدرس، وهو نادرا ما يدرس.في الامتحانات.هو شريك اولرك في الغرفة ويمتلك كلبا اسمه كيوي، الذي يخبئه في درج لان الحيوانات الاليفة ممنوعة في كاديك.شعر اود أشقر بمنطقة بنفسجية يسرحه نحو الاعلى.عادة يرتدي بلوزة بنفسجية ويبدو كالقطة على ليوكو.قدرته وسلاحه الوحيد هو سهم الليزر يطلقه من كفه، وهو اقلهم علما بالحاسوب، ويصل إلى المصنع بلوح تزلج.
- أيليتا ستونز(بالفرنسية: Aelita Stones)‏:)الصوت الفرنسي: صوفي لاندريس، الدبلجة الإنكليزية: شارون مان)المعروفة باسم ايليتا هوبر (بالفرنسية: Aelita Hopper)‏ ، هي ابنة فرانز هوبر شيفر، صانع ليوكو. الملقبة ب«الانسة أينشتاين» و«الأميرة»، وهي ثاني أذكى فرد في المجموعة، تتابع عن كثب جيريمي. عندما كانت فتاة صغيرة، فقدت امها. عندما جاءت مجموعة من الرجال مرتدين بذلات لمنزلها، «الهرمتج»، هي ووالدها هربا إلى ليوكو. بين انتقالهما إلى ليوكو واكتشاف جيريمي الحاسوب الخارق، سرق زانا شظية ذاكرة مهمة مما منعها من أن تعود بشرا. بعد استرجاعها لهذه القطعة، لم تعد مرتبطة بالحاسوب الخارق. في ليوكو، تكون على شكل قزم، مثل «السيد بك»، وهو قزم لعبة من طفولتها. بعد عودتها بشرا، في كثير من الأحيان تاتيها هواجس وكوابيس ما هو آت أو ما كان. حتى الموسم الثالث، ليس لديها قدرات دفاعية، وبالتالي لقبها، الأميرة. في الموسم الثالث، تكتسب القدرة على اطلاق كرة بلازما تسمى مجال الطاقة. في الموسم الرابع، تكتسب القدرة على الطيران بأجنحة. ومع ذلك، القدرة التي تمتلكها من البداية هي إنشاء تضاريس على ليوكو بالغناء. تلتحق باكاديمية كادك بعد تحررها من ليوكو. من أجل القضاء على المشاكل، اعطوها اسم اخير مزيف هو ستونز، واعتبرت بنت عم اودز عند الذهاب إلى المصنع، تركب سكوتر.
- وليام دنبار (بالفرنسية: William Dunbar)‏:(الصوت الفرنسي: ماثيو موريو، الدبلجة الإنكليزية: ديفد كازمان) ويليام هو طالب مفرط الثقة في أكاديمية كادك. على الرغم من خلافاته مع ابطال ليوكو الآخرين، فإنه يصبح أقرب ما يكون إلى حليف موثوق به لديهم. على الرغم من ان جيريمي، أولريك، اود، وايليتا صوتوا مبدئيا في صالح انضمامه لهم، لم يتمكنوا من التوصل إلى توافق بسبب رفض يومي. في نهاية المطاف، ومع ذلك، يصبح التصويت بالإجماع على أن تجنيد وليام ضروري. في أول مهمة له في ليوكو، يقبض عليه زانا ويسيطر عليه كدمية. من تلك النقطة، نسخة من ويليام، أنشأها جيريمي، كان يغطي على غياب وليام الحقيقي حتى يتمكن جيريمي من تحريره. للأسف، برنامج جيريمي هو عرضة للعطل، مما يتسبب في كون تسخة ويليام إما غبيا أو غير متوقع وخطير. قرب نهاية المسلسل تبدأ النسخة بتطوير العديد من الصفات الإنسانية، الذي يستخدمها في نهاية المطاف لمساعدة المحاربين. في ليوكو، يحمل سيفا عملاقا، ويرتدي زيا أسود. يصل إلى المصنع مشيا ولا يعرف كيفية استخدام الحاسوب.

### زانا
(بالفرنسية: XANAاوX.A.N.A)‏
زانا هو ذكاء اصطناعي / نظام متعدد الوكلاء وواع يمثل الخصم الرئيسي في المسلسل. كان مبرمجا في الأصل من قبل فرانز هوبر في التسعينات لتدمير المشروع قرطاجة - البرنامج التي فرانز هوبر سابقا كان متورطا به. يذكر أن دوافعه كانت لمنع الحكومة الفرنسية من الحصول على الوصول إلى مشروع قرطاج. للأسف، بسبب تكراره العودة إلى الماضي، زانا أصبح في نهاية المطاف حيا وواع، مما ادى إلى تطويره عقل وإرادة خاصة به وضمير ووعي ذاتي، والاستقلال الذاتي، والاستقلال، والأفكار، والمشاعر، والعواطف، وشخصية وبالتالي؛ اختار التمرد على صانعه. بعد ذلك حبس فرانز وابنته ايليتا داخل ليوكو. لحسن الحظ، كان فرانز قادرا على اغلاق الحاسوب الخارق واعتراض زانا ومنعه من بعث الخراب والدمار في العالم الحقيقي، مثل امتلاك البشر، والحيوانات، والبنود، والبيئات، والعديد من الأشكال الأخرى مثل الجاذبية والكهرومغناطيسية. زانا لا يري أي رحمة على الإطلاق تجاه أولئك الذين يقفون في طريقه، شن هجمات من خلال هياكل ليوكو المعروفة باسم أبراج إلى العالم الحقيقي، وغالبا مايحاول ان يضر الأبطال. وعادة ما يوظف وحوش داخل ليوكو من أجل منع الأبطال من اطفاء الأبراج وتخريب خططه. كما أن لديه القدرة على التعامل مع الأجهزة الكهربائية والتحكم الكائنات الحية من خلال الإستحواذ. متى ما امتلك الإنسان من قبل زانا، يتم إعطاء هذا الشخص قوة وسرعة، بالإضافة إلى قدرات كهربائية والقدرة على النفاذ من المواد الصلبة.
كونه مجرد برنامج كمبيوتر يمكنه التفكير والشعور، لا يوجد لزانا شكل مادي فعلي. على الرغم من ان رمزا يعرف بعين زانا عادة ما يرمز لوجوده، فإنه لم يواجه فعليا ابطال ليوكو شخصيا. وتكهن بأن الوحوش هي في الواقع جزء من زانا في حد ذاته، ولكن لا تزال غير مؤكدة. التجسد المادي الوحيد المعروف من زانا ظهر في الحلقة أربعة وعشرين «قناة الشبح»؛ حيث أنه بعد كشف تنكره على شكل جيريمي، فإنه يتحول إلى شخصية كاريكاتورية شيطانية له وحاول قتل كل الأبطال. وادى صوته ديفيد كازمان في هذه الحلقة.

### الوحوش
هناك أنواع عديدة من الوحوش في ليوكو، يصنعها زانا ليؤمن البرامج التي ينشطها ويحارب المجموعة. بعضها لا تشكل خطرا وبعضها تشكل خطرا كبيرا، التي لا تمثل خطرا تتنقل بمجاميع لتزيد من خطورتها.كلهم مع ذلك يحاولون اعاقة المجموعة.الوحوش تبقى حتى تدمر أو تفعل رحلة عودة.زانا لديه الثنا عشر نوعا من الوحوش: السرطان، المكعب، الحشرة، المدرع، الدبور، الزاحف، كولوسس، كونغر، القرش، العنكبوت، قنديل البحر والمانتا.
توجد وحوش أخرى لا تقع في فئة وحوش زانا. واحد هذه الوحوش هو وحش أنتجه جيريمي، ودعاه جيش النمل، والذي ظهر فقط في الحلقة ستة وثلاثين. هناك أيضا الكبسولة الناقلة، كرة بيضاء عملاقة مطبوعة عليها عين زانا، مثل كل من وحوش زانا. خلافا لغيرها من وحوش، منها هو فقط نقل الركاب من على حافة أي المنطقة إلى وسط القطاع الخامس، قرطاجة، والعودة مرة أخرى. كل من جيريمي وزانا يمكنه الوصول إليها في الإرادة. تصنيف هذا الكيان باعتباره الوحش هو القول، ولكن يتم تضمينه في سبيل الانتهاء. أيضا، هناك وحوش تقع في البحر الرقمي. لا بد من تدمير هذه الوحوش باستخدام الطوربيدات النارية من السكدبلادنير الملقبة بالسكد أو النافسكد. هناك أيضا حارسات تبقي الكائنات محبوسة بداخلها. نرى الحارس في واحدة من الحلقات الأولى ياسر يومي بينما زانا يرسل نسخة مزيفة لها في العالم الحقيقي

### الشخصيات الثانوية
- والدو فرانز شايفر (بالفرنسية: Franz Hooper)‏ : المعروف باسم فرانز هوبر (بعد أن غيروا اسم عائلتهم الاخير)، هو صانع كل من ليوكو وزانا، وشارك في إنشاء مشروع قرطاجة.مدرس العلوم سابقا في اكاديمية كادك، اختفى فجأة بينما كان يعيش في منزل في حديقة المدرسة تسمى هرمتج. في مصنع مهجور في مكان قريب، وبنى الحاسوب الخارق الذي انشا فيه ليوكو، فقط لكي يعترضه زانا عندما انتقل إلى ليوكو مع ايليتا. اضطر فرانز لاطفاء الحاسوب الخارق، حتى تم اكتشافه من قبل جيريمي بلبوه بعد ما يقرب من عشر سنوات. في الحلقة الأخيرة من المسلسل، مات في ليوكو ، مما يتيح جيريميلتدمير زانا إلى الابدز
- إليزابيث «سيسي» دلماس (بالفرنسية: Elizabeth"Sissie"Delmas)‏ : ابنة مدير كادك، وهي تحاول كشف ابطال ليوكو. وغالبا مايتبعها ولدان تستغلهما.
- جان بيير ديلماس (بالفرنسية: Jean-Pierre Delmas)‏ : (المعروف من قبل الطلاب في كادك بالسيد دلماس، ولسيسي بالأب أو بأبي) مدير المدرسة. انه واضح وصريح جدا وضعيف العقل ، وابنته سيسي يمكنها في كثير من الأحيانان تقود أبوها، وأحيانا إلى صالح أو ضد محارب ليوكو. فهو جاهل جدا ساذج في تعامله مع ابنته وابطال ليوكو . وقد أقنعه مرات عديدة لتنظيم أنشطة لها (أو بالأحرى، طالبته).
- جيم موراليس (بالفرنسية: Jim Moralès)‏ : جيم هو معلم التربية البدنية في اكاديمية كادك، على الرغم من أنه لم يكشف صراحة ما هو تاريخه المهني بأكمله. ماضيه نصف السري، الذي قد يكون أو لا يكون دقيقا، تمثل فخرا لجيم بشكل خاص ، استطرادا عادة من محاضراته من أجل الذكريات على قصص شبابه . جيم غالبا ما يشكك بابطال ليوكو، مع انه يريد مصالحتهم
- سوزان هيرتز (بالفرنسية: Suzanne Hertz)‏ : السيدة هيرتز هي مدرسة العلوم في كادك التي غالبا ما تدرس الرياضيات. كثيرا ما تجديومي غائبة في درسها بسبب هجمات زانا.
- هيروكي إيشيياما (بالفرنسية: Hiroki Ishiyama)‏ : ارتاد كادك في الموسم ثالث ، وهو الشقيق الاصغر ليومي .انه في كثير من الأحيان مبدع. وعندما تطلب يومي منه خدمة، اقل ما يطلبه هو ان تؤدي واجباته لمدة اسبوع. على الرغم من ان يومي عادة تنزعج منه، لا تزال تحبه ، كما هو مبين في مناسبات عديدة.
- هيرفيه بيشون (بالفرنسية: Hervé Pichon)‏ : المعروف باسم هرب، هو في الصف الثامن (الصف التاسع في الموسم 3 فصاعدا) في كادك وزميل لابطال ليوكو. وهو القائد بعد سيسي في مجموعتها، وأحيانا يكون رئيس في أوقات الطوارئ عندما تثبت سيسي أنها غير كفء، كما أنه من الواضح أنه الأكثر ذكاء في جماعتهم .
- نيكولاس بولياكوف (بالفرنسية: Nicolas Poliakoff)‏ : نيكولاس هو في الصف الثامن (الصف التاسع في الموسم 3 فصاعدا) في كادك .عضو في عصابة سيسي ، غالبا ما يقف من دون حركة الا إذا امرته سيسي بان يلحق بها .وهو احمق، ومتنمر موسيقي.لا يزال غير معروف بالضبط لماذا انضم نيكولاس إلى «عصابة» سيسي ، لكنه ربما يرجع ذلك إلى حقيقة فعل هرب .ايمكنخ العزف على الطبول ، وذلك في فرقة اود.ونتيجة لذلك، هو بالتأكيد أكثر تحملا لابطال ليوكو من هرب وسيسي. في بعض الحلقات ، فإنه يظهر لديه على الأقل درجة معينة من الذكاء ، كما كتب مسرحية في صالح يضحك . نيكولاس هو أيضا من السهل لتخويف ، كما هو هرب .

منذ فترة طويلة مع الشخصيات الثانوية.
وهناك أيضا شخصيات غير رئيسية وغيرها.

## أداء الأدوار
- سهر نصر الدين
- رانية مروّة
- ميرنا الحسيني
- أسمهان بيطار
- مصطفى اليوسف
- فؤاد شمص
- شابين لبابيدي
- رينيه غوش
- جمانة الزنجي
- حسن حمدان
- عماد فغالي
- غدي ياغي
- أسيمة يوسف
- سمر كوكش
- محمد حداقي
- أنجي اليوسف
- إياد أبو الشامات
- يحيى الكفري
- أمل حويجة
- أمل عمران

## ليوكو
ليوكو هو العالم الافتراضي الموجود داخل الحاسوب الخارق. ويتكون من خمس مناطق أو قطاعات، كل واحد يمثل منظر طبيعي وبيئة مختلفة. أول أربعة تكون الغابة والصحراء ، الثلج / القطبية / الجليد ، والجبال ، تشبه بشكل سطحي مختلف المناظر الطبيعية في العالم الحقيقي ، والمناخ، والنظم الإيكولوجية . القطاع الخامس ، قرطاجة ، بمثابة المحور المركزي لليوكو، بل يحتوي على كافة بيانات ليوكو، وبيانات زانا أيضا. كما أنه يحتوي على جوهر / قلب ليوكو نفسه، الشفرة التي تحافظ وتدعم العالم الافتراضي ككل ، ومراب للسفينة الافتراضية، السكد.القطاعات الأربعة الأولى مرتب بشكل أربع نقاط مؤدية إلى المركز، جول القطاع الخامس، الذي شكله مثل الكرة. يتم تدمير جميع القطاعات الخمسة في نهاية المطاف في نهاية الموسم الثالث ، من خلال تدمير جوهر ليوكو في الحلقات الأخيرة في الموسم الثالث، بفعل زانا كي لا تشكل الخماسية تهديداله ولمخططاته الشريرة لحكم العالم الحقيقي . في الموسم الرابع، تستعاد جميع القطاعات الخمسة في نهاية المطاف من قبل جيريمي وايليتاعن طريق برنامج ترميم اعطي لهم من قبل فرانز هوبر

### البحر الرقمي
البحر الرقمي (أو الفراغ الرقمي) هو بحر سائل ومحيط يتواجد تحت كل قطاع من القطاعات الأربعة الرئيسية وهو كيفية تصوير برنامج ليوكو من دوس أو دوس كمي للحاسوب الخارق المكافئ. عندما يقع شيء في البحر الرقمي، عمود بيضاء من الضوء ينبعث منه، وهذا يمثل الحذف التي يتسبب به. ذلك هو المكان الأكثر خطورة في ليوكو بسبب الحذف الدائم، وايضا يتسبب بحبس ابدي في ليوكو. اثنان فقط من الناس قد سقطا فعلا في ذلك: يومي، التي أعيدت باستخدام برنامج تجسيد صنع بالاصل لايليتا، وايليتا التي أعيدت في نهاية المطاف من قبل والدها.زانا هدف إلى رمي ايليتا باستمرار في البحر الرقمي من أجل جذب فرانز هوبر إلى الخروج من مخبئه لكي يتمكن أن يدمره

### النسخ
ليوكو موجود على حاسوب خارق في مصنع مهجور؛ بعد تدمير ليوكو الأصلي، تكون خطة زانا ان يصنع المزيد من ليوكو على حواسيب خارقة مختلفة لكي يتمكن من شن هجمات على العالم الحقيقي، مثل ما كان يفعل على ليوكو الأصلي.النسخة هي تقليد كامل لاحد قطاعات ليوكو الاصلية، مع مجموعة ابراج خاصة بها.ارادن المجموعة ان تخلص الإنترنت من مئات النسخ الموجودة على الإنترنت، لان هذا يضعف زانا.ولكنها كانت كثيرة جدا لتدمر واحدة تلو الآخر.في النهاية، برنامج جيريمي متعدد الوظائف، بفضل تضحية فرانز هوبر، تملك طاقة وقوة كافية لمسحها كلها دفعة واحدة.ومسح أيضا زانا من الوجود.في الموسم الخامس ، تكتشف نسخة أخرى في اعماق البحر الرقمي.وهي منطقة فوضوية متغيرة وغير متوقعة تعرف باللحاء حيث زانا يعيش حاليا.وهي موجودة على حاسوب خارق بناه عالم مجنون اسمه بروفسور تايرون.

## الجوائز
تم التصويت على ابطال ليوكو كأفضل عرض من قبل مشاهدين قناة J في فرنسا ، وقد حقق شهرة عالمية كذلك؛ وقد تم تصنيف هذا العرض كواحد من أفضل برامج التي عرضت على كرتون نتورك وكابليون في الولايات المتحدة، كرتون نتورك صنفته على أنه ثالث أفضل برنامج من حيث الاداء في عام 2006 وكابليون صنفته الرابع في متوسط آراء الشهرية في عام 2010. وقد حقق العرض النجاح في إسبانيا باعتباره واحد من اعلى البرامج تقييما على قناة كلان التابعة لTVE، على الشبكة Rai2 في إيطاليا، وفنلند في والمملكة المتحدة أيضا. فاز العرض أيضا بجائزة فرسا Prix de l'Export للرسوم المتحركة في كانون الأول 2006.

## بضائع
لقد تم اطلاق العديد من منتجات ابطال ليوكو ، بما في ذلك أقراص فيديو رقمية، سلسلة من المانجا السينمائية من توكيوبوب ، سلسلة من أربع روايات من قبل الناشر الإيطالي اتلانتيكا والملابس وغيرها من الملحقات. في عام 2006، أصدرت مارفل لعب خط من اللعب لابطال ليوكو وشخيات عمل. صدرت سلسلة من كتب ذات أربعة فصول وزعت في إيطاليا وغيرها من البلدان .
أصدرت شركة مصنع الألعاب ثلاثة ألعاب فيديو على أساس العرض : ابطال ليوكو وابطال ليوكو : سقوط XANA للنينتندو دي إس ، وابطال ليوكو: مهمة البحث عن السرمدية للوى، والPSP، والبلاي ستيشن 2 .هناك ألعاب أخرى إصدرت من خلال وسائل مختلفة ، واحدها الفيسبوك .
اعتبارا من أول يناير 2011، اطلقت جميع المواسم الأربعة من ابطال ليوكو على أي تيونز في الولايات المتحدة وفرنسا بواسطة مونسكوب. اعتبارا من أكتوبر 2011، وأطلقت جميع المواسم الأربعة على الأمازون عرض مباشر وعلى دي في دي في نفس البلدان .في 6 أغسطس 2012، أصبحت كل المواسم الأربعة المتاحة على نيتفليكس دي في دي وسلسلة Watch.A الفوري من TVEclan اقامت مهرجانات في إسبانيا تضمنت عروض مباشرة على المسرح على أساس ابطال ليوكو من بين أمور أخرى .يرنامج مسابقات اسمه تحدي ابطال ليوكو كان مقررا ان يعرض في نهايات 2012  A game show known as Code Lyoko Challenge was due to be released in late 2012.

### سلسلة كتب
صدرت سلسلة من كتب ذات اربع فصول وزعت في إيطاليا وغيرها من البلدان. تجري بعد نهاية المسلسل، في الكتب، والمارقة، والذكاء الاصطناعي زانا ينجو بأعجوبة ويعود، أقوى بكثير وأكثر خبثا وخطر من أي وقت مضى. بالإضافة إلى مشكلة العصابة، جماعة إرهابية، العنقاء الخضراء، تصبح مهتمة في الحاسوب الخارق وتنوي استخدامه وليوكو لأغراض شريرة. هناك شخصيات جديدة كذلك: إيفا سكينر، التي تنضم إلى العصابة عندما يسيطر عليها زانا، وغريغوري نكتابولس، زعيم العنقاء الخضراء. وقد تم تأكيدأن سلسلة الكتب لن تطلق رسميا في اللغة الإنجليزية، ولا الكتابين النهائيين ستصدر في الفرنسية.

## وصلات خارجية
- الموقع الرسمي
- أبطال ليوكو على موقع IMDb (الإنجليزية)
- أبطال ليوكو على موقع كينوبويسك (الروسية)
- أبطال ليوكو على موقع ألو سيني (الفرنسية)
- أبطال ليوكو على موقع قاعدة بيانات الفيلم (الإنجليزية)

قالب:Code Lyoko

## مرجع
1. ↑   http://dbpedia.org/resource/Code_Lyoko. اطلع عليه بتاريخ 2020-04-19. {{استشهاد ويب}}: |url= بحاجة لعنوان (مساعدة) والوسيط |title= غير موجود أو فارغ (من ويكي بيانات) (مساعدة)
2. 1 2  French news article referencing Code Lyoko Animeland. 2002-06-01. Retrieved 2011-06-13. نسخة محفوظة 23 سبتمبر 2015 على موقع واي باك مشين.
3. ↑  News article featuring Annecy films made by Gobleins' students (Including Thomas Romain's film) Catsuka. 2011-04-02. Retrieved 2011-06-13. نسخة محفوظة 04 مارس 2016 على موقع واي باك مشين.
4. ↑  Garage Kids Presentation 2002-03-12. Retrieved 2011-06-13. نسخة محفوظة 12 مارس 2016 على موقع واي باك مشين.
5. ↑  The Location of the Factory in Code Lyoko CodeLyoko.net. Retrieved 2011-06-20.
6. ↑  The Location of Kadic in Code Lyoko CodeLyoko.net. Retrieved 2011-06-20.
7. ↑  "Code Lyoko Game Coming to DS", Nintendo World Report. 2005-09-30. نسخة محفوظة 16 فبراير 2009 على موقع واي باك مشين.
8. ↑  MoonScoop Group-Partners and Awards MoonScoop. Retrieved 2011-06-20. نسخة محفوظة 05 يوليو 2017 على موقع واي باك مشين.
9. 1 2  CL Presentation MIPTV 2012 2012-04-19. Retrieved 2012-04-19.
10. ↑  News article about social game. Kidscreen. 2011-21-11. Retrieved 2011-21-11
11. ↑  MoonScoop-Breaking News. MoonScoop. 2011-06-20
12. ↑  "News * Code Lyoko - CodeLyoko.Fr". Retrieved 2013-05-19